# Il meglio di Mario Merola
Il meglio di Mario Merola è un album del 2010 che racchiude alcuni successi dell'artista napoletano Mario Merola.

## Brani
- 'Senza guapparia (3:37)
- Tu me lasse (3:10)
- Gelusia d'ammore (3:17)
- 'O mare 'e Mergellina (3:42)
- Pusilleco addiruso (1:56)
- Surriento d'e 'nnammurate (2:43)
- A voce 'e mamma (3:34)
- Fantasia (2:34)
- N'ata passione (3:24)
- Se n'è ghiuta (3:36)
- Surdate (2:52)
- Te chiammavo Maria (3:40)
- L'urdemo bicchiere (3:30)
- Malommo (2:49)
- Nun ce sarrà dimane (3:17)
- So nato carcerato (3:15)
- Velo niro (3:26)
- Freva 'e gelusia (3:15)